# Arrigo Cervetto
Arrigo Cervetto (Buenos Aires, 16 aprile 1927 – Savona, 23 febbraio 1995) è stato un politico italiano.
Fu fondatore nel 1965, con Lorenzo Parodi, di Lotta Comunista.

## Gli inizi dell'impegno politico
Arrigo Cervetto nacque a Buenos Aires, in Argentina, da genitori italiani, Amedeo Cervetto e Bernardina Pasquino, originari entrambi della Liguria.
Rientrato in Italia, nella stessa regione ligure, inizia a lavorare giovanissimo, venendo assunto come apprendista nel complesso siderurgico dell'ILVA di Savona. Proprio l'esperienza di fabbrica è il primo fattore decisivo nella sua formazione e vero motivo ispiratore nelle sue ricerche storiche degli anni cinquanta.
Entra nella battaglia politica nel pieno della seconda guerra mondiale e il 25 luglio 1943 prende parte alle prime manifestazioni dopo la caduta di Mussolini. Dopo l'8 settembre partecipa alla guerra di liberazione contro il nazifascismo nella Langa piemontese, rimanendo ferito nel luglio del 1944 e guadagnandosi la Croce al merito.
Proveniente dal PCI al quale resta iscritto solo per un anno (25 aprile 1945-primavera 1946), assieme ad alcuni amici e compagni come Piero Parisotto e Antonio Bogliani, matura il rifiuto della politica di Togliatti che con la "svolta di Salerno" aveva sancito, almeno culturalmente, la rottura con la tradizione di non-collaborazione con le forze "borghesi" condivisa da gran parte della sinistra italiana (anarchici, comunisti, socialisti massimalisti) dell'epoca prefascista e si definisce "anarchico".
Si avvicina, così al comunismo libertario ed è proprio a Savona che il movimento anarchico, molto radicato, ha una figura prestigiosa come Umberto Marzocchi, con cui Cervetto entra in un rapporto politico e umano profondissimo. Nel 1948 incontra anche Pier Carlo Masini e Lorenzo Parodi che rimarrà suo compagno di lotta per tutta la vita.
In quegli anni Cervetto, operaio autodidatta, inizia a leggere e a studiare i classici del marxismo, Marx, Engels, Lenin e Gramsci, avvicinandosi sempre più alle posizioni marxiste. Scrive: "mi identificherei come marxista-anarchico. Però non so ancora: molto, molto devo ancora leggere, studiare, vagliare [...]."
Nel marzo del 1950, partecipa al convegno organizzato a Genova-Pontedecimo dalla Federazione Anarchica Ligure, sostenendovi le posizioni del gruppo di iniziativa «per un movimento orientato e federato» che si propone di combattere il "nullismo" anarchico e di dare alla Federazione Anarchica Italiana (FAI) una prospettiva di lotta politica concreta. Nasce qui la collaborazione con il giornale milanese il "Libertario" che dal maggio 1950 al maggio 1951 ospiterà 21 articoli di Cervetto sui temi della guerra fredda e della decolonizzazione e a "L'Impulso" (1950-57), organo dei GAAP con l'approfondimento dei temi dell'imperialismo e della natura sociale dell'URSS.
Proprio partendo dallo studio dell'opera di Lenin "L'imperialismo, fase suprema del capitalismo", Cervetto sviluppa la teoria dell'imperialismo unitario che si oppone alla visione bipolare del mondo e alla divisione del mercato mondiale in due campi, quello "socialista" dei paesi legati all'URSS e quello "capitalista" degli USA e dei paesi occidentali. In essa Cervetto, partendo dalle tesi di Bordiga sulla natura sociale dell'URSS vista come una forma di capitalismo di Stato, sostiene che tutte le potenze in gioco sono imperialiste e che l'ineguale sviluppo di crescita economica porta ad una continua lotta per accaparrarsi e conquistare nuovi mercati per esportare capitali e merci. Non c'è quindi differenza di natura tra i due "blocchi".
Sempre a Genova-Pontedecimo, il 24-25 febbraio 1951, è tra i fondatori dei "Gruppi Anarchici di Azione Proletaria" (GAAP), presentando le Tesi sulla "Liquidazione dello Stato come apparato di classe". In esse si sostiene che "la rivoluzione sociale, instauratrice di una società senza classi, si compie con la simultanea liquidazione della borghesia come classe e dello Stato come apparato di classe" e che "è compito delle organizzazioni proletarie di massa (consigli di fabbrica, collettività agricole, comitati popolari) espropriare il regime capitalistico delle sue strutture ed assumerne la gestione diretta e collettiva".
Nei GAAP convivono una tradizione socialista libertaria, rappresentata da Pier Carlo Masini, ed una di ispirazione marxista e leninista, rappresentata da Cervetto. Proprio la divergenza delle diverse posizioni porterà in seguito alla rottura definitiva con Masini (1958).
Nelle relazioni ai successivi convegni annuali dei GAAP Cervetto partirà da questo assunto per approfondire l'analisi delle contraddizioni imperialistiche, spingendo i militanti a concentrare l'attenzione sui temi della politica internazionale e sulle conseguenti crisi, ancora "periferiche" (moti operai di Berlino Est, opposizione della classe operaia francese alla guerra d'Indocina, ecc).
Nel dicembre del 1950, Cervetto verrà licenziato dall'ILVA di Savona in ristrutturazione e nel maggio del 1951 ritornerà in Argentina dove starà per un anno, fino al maggio 1952.
Il ritorno a Savona lo vedrà subito impegnato nella lotta politico-teorica e nello sforzo organizzativo per raggruppare e formare un nucleo di quadri rivoluzionari. Rimasto senza un salario per vivere Cervetto accetta la proposta della Biblioteca Feltrinelli di approntare una bibliografia del movimento operaio di Savona. In quegli anni approfondirà la ricerca storica sulle origini di quella coscienza di classe nel proletariato in cui ha mosso i primi passi: tra il 1954 e il 1958 pubblica tre studi, su "Le lotte operaie alla Siderurgica di Savona, 1861-1913", su "La crisi del movimento operaio savonese e l'attività di G. M. Serrati nel 1912" e su "Dopoguerra rosso e avvento del fascismo a Savona", e lavora ad uno studio sulla Resistenza a Savona. In seguito, per mantenersi, accetterà un lavoro come rappresentante della casa editrice Giulio Einaudi Editore.
Cervetto definirà questo primo periodo dello sviluppo del partito, fino al 1956, "lotta per l'internazionalismo".

## La collaborazione con "Azione Comunista"
Nel 1953 muore Stalin e in URSS inizia la fase del disgelo. Lo stalinismo entra in crisi e ciò si riflette anche all'interno del PCI con lo scontro tra Pietro Secchia e Palmiro Togliatti. È in questo frangente che Giulio Seniga, già assistente di Secchia all'organizzazione del PCI, dà vita nel 1954 al movimento di "Azione Comunista" che si fa portavoce del dissenso all'interno del PCI.
Nel 1956 in seguito ai fatti di Ungheria e al "Rapporto Krushiov" la crisi dello stalinismo accelera bruscamente e a giugno esce il giornale "Azione Comunista". A dicembre, Azione Comunista insieme alle diverse correnti antistaliniste storiche, i GAAP, il PC Internazionalista di Onorato Damen, i trotskisti dei Gruppi Comunisti Rivoluzionari di Livio Maitan danno vita al "Movimento della Sinistra Comunista" con la manifestazione al cinema Dante di Milano.
Cervetto, pur contrario, in seguito alla decisione del Comitato Nazionale dei GAAP viene inviato a Milano per collaborare al giornale. Lo farà fino all'agosto del 1956 sforzandosi di contrastarne il massimalismo e l'estremismo ma è soprattutto la sua analisi e definizione dell'URSS come di "capitalismo di stato" e imperialismo inserito ormai nel mercato mondiale a creare le divergenze più acute. Fra i promotori di Azione comunista ci sono, oltre a Seniga, altri ex-PCI come Raimondi, Noè, Vinazza ancora sostenitori del "mito" stalinista dell'Urss, Pier Carlo Masini sempre più orientato verso il PSI e Bruno Fortichiari uno dei fondatori del Partito comunista d'Italia a Livorno. Collabora al giornale anche Giorgio Galli.
Nel 1957 i GAAP si sciolgono e confluiscono in Azione Comunista e al primo convegno nazionale del Movimento della Sinistra Comunista il 3 e 4 novembre del 1957 a Livorno Cervetto e Parodi, ormai su posizioni nettamente leniniste, espongono in modo organico la propria visione strategica, presentando le "Tesi sullo sviluppo imperialistico, sulla durata della fase controrivoluzionaria e sullo sviluppo del partito di classe" note come "Tesi del '57".
(Cfr. ).
In esse, affrontando l'analisi del ciclo mondiale di sviluppo del capitalismo, si escludeva esplicitamente la possibilità di una crisi mondiale a breve e si indicava come prioritaria la formazione del partito di classe a partire da "un profondo ed appassionato lavoro teorico".
Ma la differenza delle posizioni porta di li a poco all'allontanamento di Masini e Seniga 1959 che si ritrovano nel PSI dopo l"apertura" di Pietro Nenni.
Nel 1959 si profila il rientro di Cervetto e Parodi della redazione di Azione Comunista. Ma la forza organizzativa dopo l'allontanamento di Masini e Seniga è molto pesante: perdita di militanti, demoralizzazione, allontanamenti.
Limitata così la possibilità di fare azione politica attiva, il 1960-61 sono per Cervetto e Parodi soprattutto anni di studio e analisi teorica sulla Cina definita come un "nascente capitalismo di stato", sulla questione coloniale e sull'Europa come nuovo blocco economico.
Nel 1963 la divergenza di posizioni provoca la rottura anche con Raimondi ed altri ex-PCI simpatizzanti per la Cina e il movimento maoista che si allontanano dal giornale in aperta polemica con le tesi di Cervetto riguardanti la Cina maoista vista come risultato di una rivoluzione democratico-borghese e come capitalismo di stato.
Nel 1963 Cervetto e Fortichiari decidono di trasferire la redazione e stampa del giornale a Genova e da aprile 1964 viene pubblicata una serie di articoli di Cervetto, che hanno l'obiettivo di «mettere in chiaro le linee fondamentali della concezione leninista del partito», muovendo con Lenin dall'idea primaria di Karl Marx «di un processo storico naturale di sviluppo delle formazioni economico-sociali».
Si tratta di uno studio (che sarà raccolto due anni dopo in volume, con il titolo di "Lotte di classe e partito rivoluzionario", e più volte ripreso fino alla sesta edizione del 2004) sulla concezione leninista dell'azione politica, vista come fondamento scientifico della soluzione «ai problemi lasciati insoluti dall'inclinazione oggettivista di Amadeo Bordiga e da quella soggettivista di Trotsky».
Cervetto ricerca questa soluzione ritrovando il nesso organico tra il "Capitale" di Marx e il "Che fare?" di Lenin; partendo di qui affronta poi il tema della coalizione operaia, della legge economica che la determina ma anche della coscienza politica di classe, portata dall'esterno dei rapporti tra operai e padroni; nell'ultimo capitolo centra infine il ruolo del partito rivoluzionario sulla definizione della strategia, come «risultato di un'analisi scientifica di una determinata fase della lotta delle classi».

## Nasce "Lotta comunista"
È su queste basi che, esauritasi la convivenza di posizioni ormai incompatibili, Cervetto nel 1965 può voltare pagina rispetto all'esperienza di "Azione comunista", e formare una nuova organizzazione pienamente omogenea: nel dicembre 1965 esce il primo numero di "Lotta Comunista" e prende avvio un vasto lavoro di insediamento organizzativo.
Dal 1948 al 1995 Arrigo Cervetto ha scritto 794 articoli. Entro il 1963 ne sono stati pubblicati 241, dal 1964 in poi 553. Essi sono apparsi per la maggior parte su “Umanità Nova”, “Volontà”,“Amico del popolo”, “Libertario”, “Impulso”, “Prometeo”, “Azione Comunista” e, dal dicembre 1965, “Lotta Comunista”. Da ricordare anche “Agitazione”, il “Bollettino interno della sinistra comunista”, “Orientamenti” e le riviste a carattere storico “Movimento Operaio”, “Rivista storica del socialismo” e “Movimento operaio e socialista in Liguria”.
I temi trattati riguardano per una gran parte, 340 articoli, l’analisi delle tendenze dell’ineguale sviluppo economico e politico dell’imperialismo e del mercato mondiale. Il resto riguarda i temi teorici, per 202 articoli, il ciclo italiano nei suoi aspetti economici e politici, la lotta per l’insediamento del partito leninista, ricerche storiche, scritti minori. 
Il consolidamento e lo sviluppo di questo lavoro permetteranno a Cervetto d'iniziare una lunga attività di sistemazione della sua cinquantennale produzione teorica, al fine di pubblicare in forma organica i principali temi della sua analisi:
- "L'Imperialismo unitario", Milano, 1981, in cui è organicamente raccolto il materiale d'analisi del corso dell'imperialismo mondiale dagli anni cinquanta fino al 1980;
- "La contesa mondiale", Milano, 1990, dove la contesa imperialista degli anni ottanta è considerata come una «prima conclusione di una guerra di capitali in corso da cinquant'anni»: sul fronte orientale la Russia ha perso e la Germania ha vinto, mentre sul fronte occidentale l'esito è ancora aperto;
- "Il ciclo politico del capitalismo di Stato, 1950-1967", Milano, 1989: la tendenza alla formazione del capitalismo di Stato viene individuata nello sviluppo della produzione capitalistica, e lo stalinismo considerato come movimento politico sostenitore di quella forma giuridica di proprietà;
- "L'ineguale sviluppo politico, 1968-1979", Milano, 1991: un bilancio dello sviluppo del capitalismo italiano negli anni settanta e l'analisi del profondo squilibrio fra il movimento dell'economia ed il movimento della sovrastruttura politica;
- "La difficile questione dei tempi", Milano, 1990, dove Cervetto interviene nel dibattito sui tempi della rivoluzione fra Stalin, Trotsky e Bordiga: mentre è possibile scientificamente individuare la tendenza generale, o evoluzione come la chiama Lenin, del capitalismo e prevedere l'inevitabilità dei suoi sbocchi o risultati, è impossibile prevedere le sue scadenze, ove entra come fattore attivo il Partito;
- "L'involucro politico", Milano, 1994, che contiene la riflessione sulla concezione materialistica della politica, iniziata a metà degli anni settanta, l'analisi della "testa politica" affrontata col metodo di studio del "corpo sociale".

Cervetto muore a Savona il 23 febbraio 1995, ma la pubblicazione dei suoi scritti prosegue a cura delle Edizioni Lotta Comunista. Dopo il 1995 escono così:
- "Il mondo multipolare, 1990-1995", Milano, 1996: negli scritti degli ultimi anni di Cervetto sulla politica internazionale è sottolineata la molteplicità dei protagonisti della scena mondiale, in un ciclo economico sostenuto e di dimensioni inedite, con un'accelerata dinamica del mutamento e un'instabilità di equilibri e alleanze;
- "Forze e forme del mutamento italiano", Milano, 1997, in cui è ricostruito il processo di mutamento della formazione economico-sociale italiana all'interno della lunga espansione internazionale a partire dal secondo dopoguerra;
- "Metodo e partito scienza", Milano, 1998: sono qui raccolti gli scritti in cui Cervetto ricerca, nelle origini del metodo e della scienza politica nonché nella storia moderna a partire dal Cinquecento, "l'asse della teoria" per il passaggio d'epoca della contesa multipolare;
- "Ricerche e scritti", Milano, 2005, che raccoglie i lavori degli anni '50, dallo studio sulle origini della borghesia savonese a quelli sulla Savona operaia, che partono dalle prime lotte della "Siderurgica" per arrivare alla Resistenza.

Dal 2015 è in corso sempre presso le Edizioni Lotta Comunista la pubblicazione delle Opere complete di Cervetto in 27 volumi.
Alcuni dei principali testi di Cervetto sono tradotti in lingua francese, inglese, tedesca, russa (a cura delle Editions Science Marxiste di Parigi) e greca (ad opera delle edizioni Diethnismos di Atene).